# Sempiternal
Sempiternal è il quarto album in studio del gruppo musicale britannico Bring Me the Horizon, pubblicato il 1º aprile 2013 dalla RCA Records in Europa e il giorno successivo dalla Epitaph Records negli Stati Uniti d'America.
L'album è stato eletto da Kerrang! come il migliore disco rock del 2013.

## Descrizione
Rispetto ai precedenti lavori della band, il disco si caratterizza per i molti elementi della musica elettronica, con alcuni brani che si avvicinano all'electronicore; sono inoltre presenti forti sonorità nu metal in tutto il disco.
Sempiternal rappresenta inoltre il primo album pubblicato dal gruppo senza il chitarrista Jona Weinhofen, allontanato dalla band nel 2012, nonché il primo con il tastierista Jordan Fish: a detta del cantante Oliver Sykes, Fish ha ricoperto un ruolo importante nella realizzazione di Sempiternal, e ha contribuito a scrivere tutti i brani e a realizzare le parti elettroniche della musica; nel CD bonus Deathbeds EP incluso nell'edizione deluxe dell'album, Fish ha anche provveduto alle percussioni e alle produzioni delle tre tracce inedite. Weinhofen ha in seguito dichiarato di aver contribuito a registrare alcune parti di chitarra, sebbene non sia stato accreditato nelle note di copertina dell'album.

## Tracce
Testi e musiche di Oliver Sykes, Jordan Fish e Lee Malia.
1. Can You Feel My Heart – 3:47
2. The House of Wolves – 3:25
3. Empire (Let Them Sing) – 3:45
4. Sleepwalking – 3:50
5. Go to Hell, for Heaven's Sake – 4:02
6. Shadow Moses – 4:03
7. And the Snakes Start to Sing – 5:01
8. Seen It All Before – 4:07
9. Antivist – 3:13
10. Crooked Young – 3:34
11. Hospital for Souls – 6:44

Deathbeds EP – tracce bonus/CD bonus nell'edizione deluxe
1. Join the Club – 3:06
2. Chasing Rainbows – 4:00
3. Deathbeds – 4:57

Tracce bonus nell'edizione giapponese
1. Join the Club – 3:06
2. Deathbeds – 4:57
3. Sleepwalking (Instrumental) – 3:50

Tracce bonus nell'edizione di iTunes
1. Join the Club – 3:05
2. Chasing Rainbows – 4:00
3. Deathbeds – 4:57
4. The Studio Tapes (Video) – 12:17

## Formazione
Gruppo
- Oliver Sykes – voce
- Matt Kean − basso
- Matt Nicholls − batteria
- Lee Malia − chitarra
- Jordan Fish − programmazione

Altri musicisti
- Capital Voices – coro (tracce 1, 6 e 10)
- Claes Strängberg – voce aggiuntiva (tracce 4, 6-8, 11)
- Per Strängberg – voce aggiuntiva (tracce 4, 6-8, 11)
- Chris Clad – primo violino (tracce 6 e 10)
- Dermot Crehan – violino (tracce 6 e 10)
- Freddie August – violino (tracce 6 e 10)
- Peter Hanson – violino (tracce 6 e 10)
- Alex Balanescu – violino (tracce 6 e 10)
- Simon Fisher – violino (tracce 6 e 10)
- Manon Derome – violino (tracce 6 e 10)
- Virginia Slater – viola (tracce 6 e 10)
- Katie Wilkinson – viola (tracce 6 e 10)
- Tim Grant – viola (tracce 6 e 10)
- Martin Loveday – violoncello (tracce 6 e 10)
- Vikki Mathews – violoncello (tracce 6 e 10)
- Andy Saiker – cori (tracce 2-7, 9 e 11)
- Ed Fenwick – cori (tracce 2-7, 9 e 11)
- Katherine Parrott – cori (tracce 2-7, 9 e 11)
- Mike Plews – cori (tracce 2-7, 9 e 11)
- Sarah Lewin – cori (tracce 2-7, 9 e 11)
- Nesta Rixon – cori (tracce 2-7, 9 e 11)
- Mara Rixon – cori (tracce 2-7, 9 e 11)
- Reece Coyne – cori (tracce 2-7, 9 e 11)
- Luka Spiby – cori (tracce 2-7, 9 e 11)
- Dave Holland – cori (tracce 2-7, 9 e 11)
- Emma Taylor – cori (tracce 2-7, 9 e 11)
- Jenny Millard – cori (tracce 2-7, 9 e 11)
- Yazmin Beckett – cori (tracce 2-7, 9 e 11)
- Jack Beakhust – cori (tracce 2-7, 9 e 11)
- Glen Brown – cori (tracce 2-7, 9 e 11)
- Demi Scott – cori (tracce 2-7, 9 e 11)
- T – cori (tracce 2-7, 9 e 11)
- Julia Beaumont – cori (tracce 2-7, 9 e 11)
- Chloe Mellors – cori (tracce 2-7, 9 e 11)
- Janice Nicholls – cori (tracce 2-7, 9 e 11)
- Damien Bennett – cori (tracce 2-7, 9 e 11)
- Richard Nicholls – cori (tracce 2-7, 9 e 11)
- Corey Leary – cori (tracce 2-7, 9 e 11)
- Tom Sykes – cori (tracce 2-7, 9 e 11)
- Brendan Dooney – cori (tracce 2-7, 9 e 11)
- Chris Stokes – cori (tracce 2-7, 9 e 11)
- Jonathon Shaw – cori (tracce 2-7, 9 e 11)
- Sam Hudson – cori (tracce 2-7, 9 e 11)
- Jade Higgins – cori (tracce 2-7, 9 e 11)
- Brigitta Metaxas – cori (tracce 2-7, 9 e 11)
- Ian Sykes – cori (tracce 2-7, 9 e 11)
- Carol Sykes – cori (tracce 2-7, 9 e 11)
- Daniel Stokes – cori (tracce 2-7, 9 e 11)
- Jack Jones – cori (tracce 2-7, 9 e 11)
- Jordan Rudge – cori (tracce 2-7, 9 e 11)
- Jake O'Neill – cori (tracce 2-7, 9 e 11)
- Brad Wood – cori (tracce 2-7, 9 e 11)
- Alex Fisher – cori (tracce 2-7, 9 e 11)
- Suzanne Malia – cori (tracce 2-7, 9 e 11)
- Dave Malia – cori (tracce 2-7, 9 e 11)
- Gill Malia – cori (tracce 2-7, 9 e 11)
- Ian Middleton – cori (tracce 2-7, 9 e 11)
- Hannah Snowdon − voce in Deathbeds

Produzione
- Terry Date – produzione, registrazione
- Kevin Mills – ingegneria del suono
- Tom A. D. Fuller – ingegneria del suono aggiuntiva
- Luke Gibbs – assistenza tecnica secondaria
- David Bendeth – missaggio
- Ted Jensen – mastering

## Classifiche
| Classifica (2013)          | Posizione massima |
| -------------------------- | ----------------- |
| Australia                  | 1                 |
| Austria                    | 17                |
| Belgio (Fiandre)           | 149               |
| Belgio (Vallonia)          | 200               |
| Canada                     | 22                |
| Finlandia                  | 10                |
| Francia                    | 84                |
| Germania                   | 22                |
| Irlanda                    | 33                |
| Norvegia                   | 27                |
| Nuova Zelanda              | 10                |
| Regno Unito                | 3                 |
| Regno Unito (rock & metal) | 1                 |
| Stati Uniti                | 11                |
| Stati Uniti (alternative)  | 2                 |
| Stati Uniti (hard rock)    | 5                 |
| Stati Uniti (independent)  | 2                 |
| Stati Uniti (rock)         | 3                 |
| Svezia                     | 31                |
| Svizzera                   | 69                |